# François-Louis Lonsing
François-Louis-Joseph Lonsing (1739-1799) est un peintre et graveur franco-flamand originaire de Bruxelles, et qui séjourna longtemps à Rome.

## Biographie
Lonsing est d'abord soldat, incorporé dans la garnison d'Anvers, et c'est durant son service qu'il se fait remarquer pour ses aptitudes en termes de dessin. Le prince Charles Alexandre de Lorraine, gouverneur des Pays-Bas autrichiens, encourage le jeune-homme et lui permet de faire des études d'art en lui allouant une bourse. Lonsing entre alors à l'académie royale des beaux-arts d'Anvers et pratique la peinture dans l'atelier de Martin-Joseph Geeraerts. Il peut ensuite, à partir d'octobre 1761, entreprendre le Grand Tour qui le mène jusqu'à Rome, entretenant une correspondance avec son protecteur via Charles de Cobenzl. Ce séjour italien va durer plus de quinze ans.
Il participe aux côtés d'Antoine Cardon, à l'illustration gravée des Antiquités étrusques, grecques et romaines extraites du cabinet du collectionneur William Hamilton (1766-1767). À partir de 1771, il travaille aux côtés d'Anton Raphael Mengs. On connaît de Lonsing une notable traduction en gravure sur cuivre d'un motif de Jules Romain, Méléagre et Atalante, datant de 1772, éditée l'année suivante par Gavin Hamilton pour son album Scola Italica Picturae (Royal Academy of Arts).
Le 24 décembre 1774, à Rome, il épouse Maria, la fille d'un peintre local, Raimondo Patichi, et dont il aura une fille, Sofia. Parmi les autres peintres qu'il fréquente sur place, beaucoup d'Italiens, dont Giovanni Francesco Rigaud (Turin, 1742 - Londres, 1810), et sans doute le milieu des amateurs d'arts séjournant à Rome, qu'ils soit allemand, français ou anglais, comme Gavin Hamilton, ou Apollonia Seydelmann (en), d'origine française et italienne, et son mari, Jakob Seydelmann (en), ou encore le peintre Laurent Pécheux.
Il quitte Rome en 1778 pour Lyon, abandonnant sa famille, où il est nommé premier peintre de la ville et enseigne à l'École royale académique de dessin et géométrie. On perd ensuite en partie sa trace. En août 1785, il est, sans aucun doute, présent à Bordeaux, en couple avec Agata Ricci, une italienne rencontrée à Lyon, et dont il a un fils naturel et reconnu par lui, Louis-Barthélémy. Un second fils naît en 1789, qui meurt en bas âge. Portraitiste recherché, Lonsing est admis dans la société bourgeoise et négociante de la ville.
Devenu français en 1795, Lonsing n'exposa qu'une seule fois au Salon de Paris, en 1798 : il y montre deux tableaux, le premier est une scène de genre intitulée Le Médecin des urines. Une jeune fille et son amant le consultent et attendent avec inquiétude la décision du docteur, et le second, est un autoportrait. L'adresse du peintre est mentionnée près Paris, à la « maison Chaumont, près la porte [Saint-]Denis ».
Il passe les dernières années de sa vie à Bordeaux. Il bénéficie de la protection du Flamand Jean-Joseph Goethals (Courtrai, 1760 - Bordeaux, 1841), commerçant de toiles établi dans la ville portuaire, amateur d'art et collectionneur. Il y exécuta quelques portraits de personnalités locales, comme par exemple celui de l'armateur Jean-Étienne Balguerie. Son dernier travail de commande consistait à peindre grisailles et plafonds du salon rotonde au château La Louvière appartenant à l'armateur Jean-Baptiste Mareilhac, et situé dans la commune de Léognan ; victime d’un empoisonnement, dû au maniement de pigments toxiques, composants alors les peintures, il ne peut achever ses travaux et meurt dans le château, en avril 1799. C'est le peintre bordelais Pierre Lacour qui achève les travaux,.

## Œuvre
Lonsing s'inscrit d'abord dans la tradition de l'« école flamande » tardive, et il subit rapidement l'influence des maîtres italiens et de Rubens, mais tourne le dos au néoclassicisme. Il produit principalement des portraits (grands formats et miniatures), des scènes de genre, et des sujets historiques. Ses gravures semblent assez rares.

### Conservation
- Portrait du lieutenant général de Larose, huile sur toile, musées royaux des Beaux-Arts de Belgique.
- Sept portraits, huiles sur toile, musée des Beaux-Arts de Bordeaux (MusAB)[9].
- Sept gravures à l'eau forte, Rijksmuseum Amsterdam[10]
- Trois motifs gravés, Bibliothèque nationale de France[11].

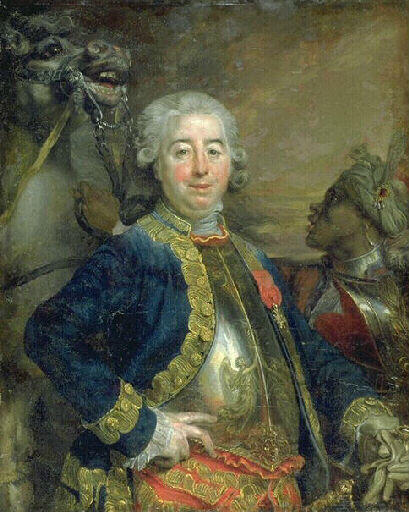
Portrait d'Emmanuel Céleste Augustin de Durfort, Duc de Duras (1786), MusAB
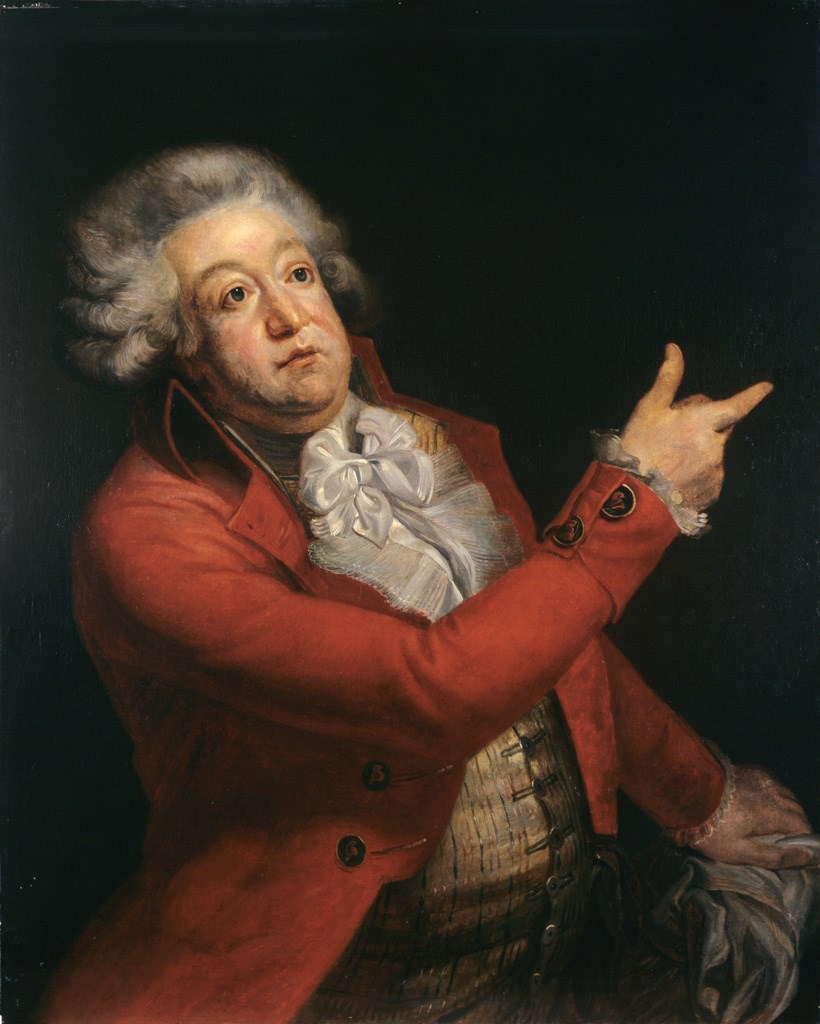
Honoré-Gabriel Riqueti de Mirabeau, huile sur toile, MusAB
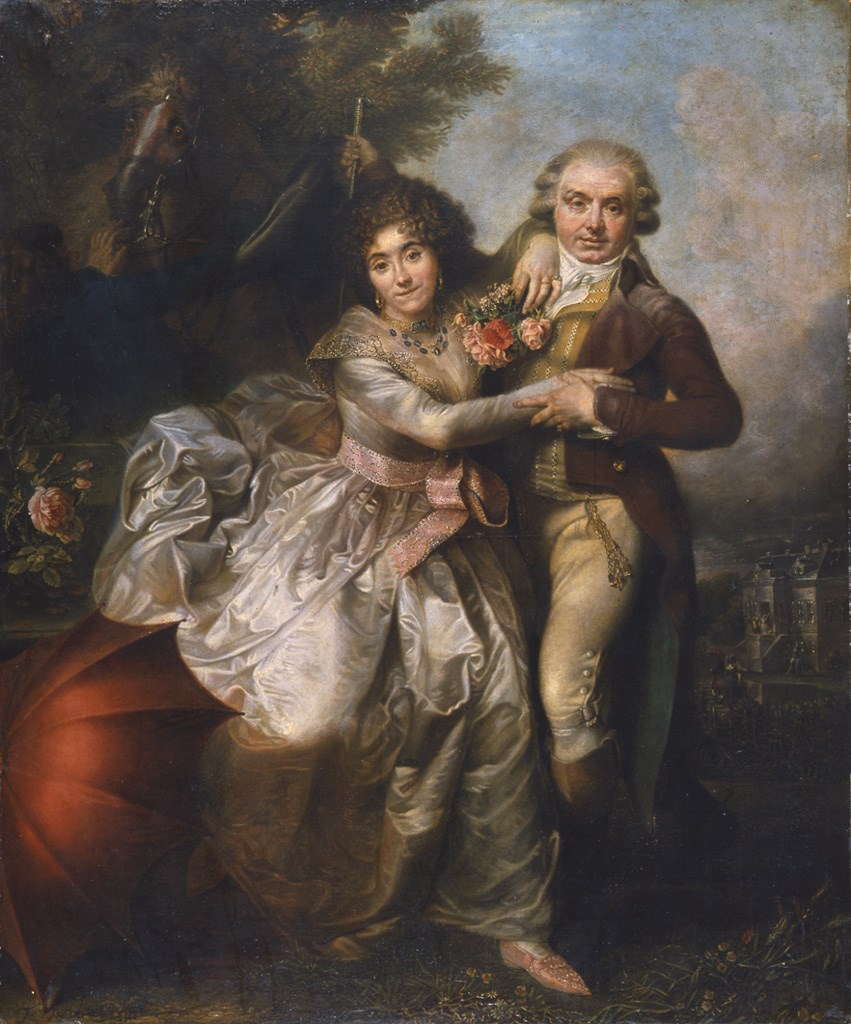
Portrait de Monsieur et Madame Mareilhac à l'impromptu (1798), MusAB
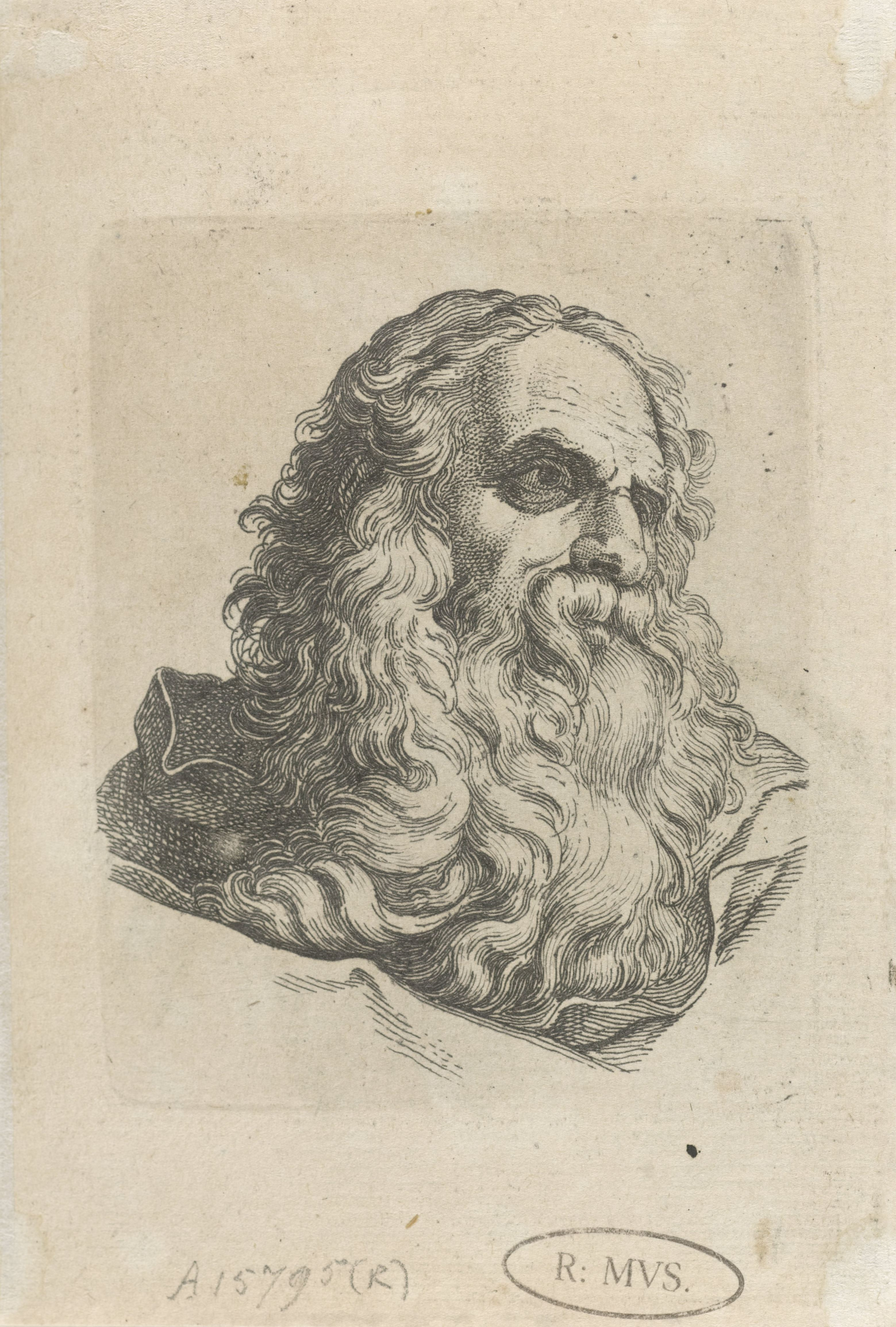
Tête de vieil homme avec barbe, eau-forte, Rijksmuseum
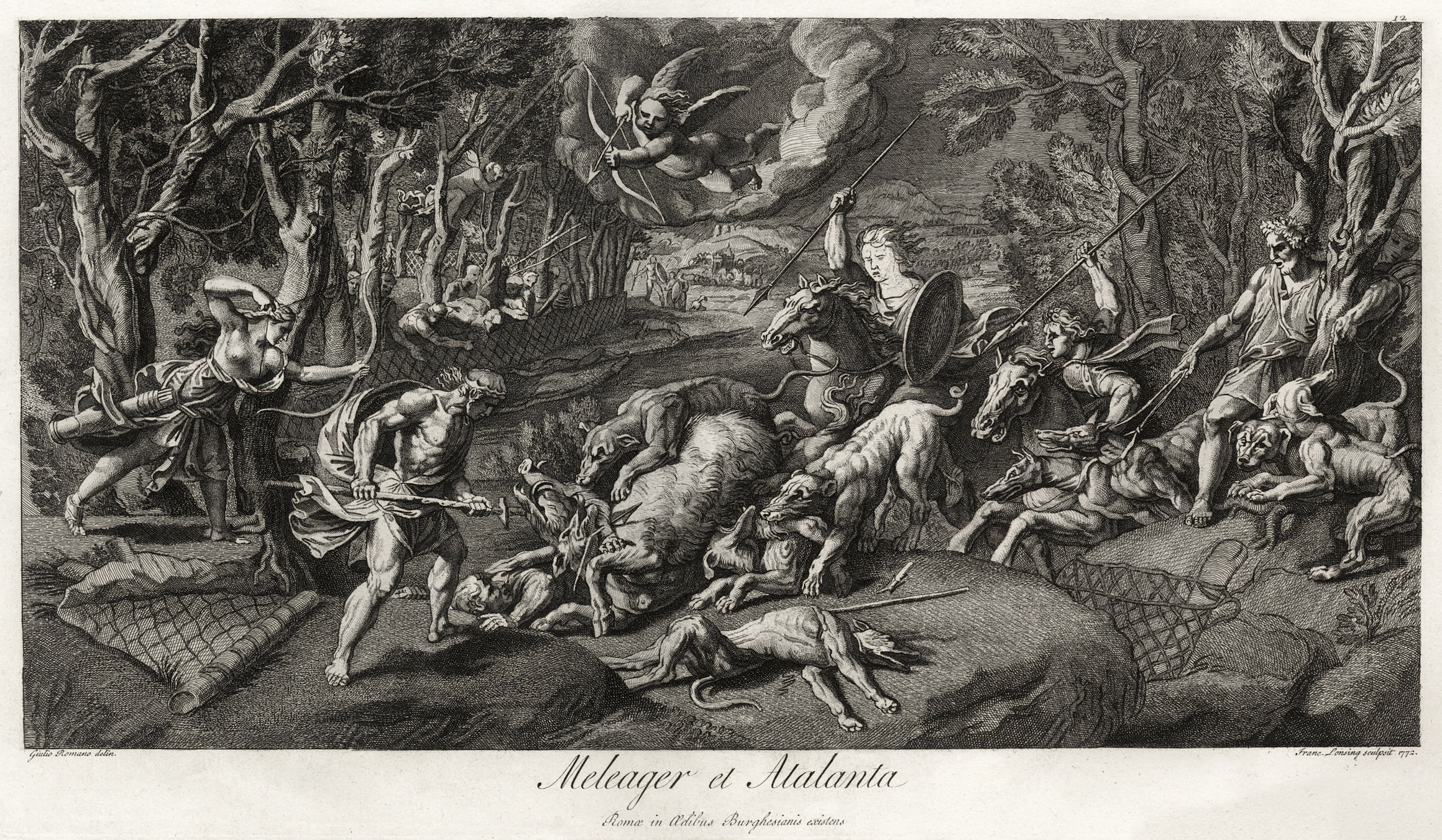
Méléagre et Atalante (1772), gravure d'après Giulio Romano.